# Terminalia myanmarensis
Terminalia myanmarensis är en tvåhjärtbladig växtart som beskrevs av Walter John Emil Kress och Defilipps. Terminalia myanmarensis ingår i släktet Terminalia och familjen Combretaceae. Inga underarter finns listade i Catalogue of Life.